# 元在日ブラジル人のブラジル帰国者
元在日ブラジル人のブラジル帰国者（もとざいにちブラジルじんのブラジルきこくしゃ）は、ブラジル帰国後の元在日のブラジル人。

## 沿革
リーマン･ショック直後の2008年9月から、ブラジル人の入国者より出国者のほうが上回るようになったのは不安定な労働市場での地位、自動車や電機のような輸出産業で働いていたがゆえに他の国の不況の影響を直撃したことがある。経済危機のときに行なわれた各種調査ではブラジル人の失業率は26－47％に達していた。